# Lythrypnus mowbrayi
Lythrypnus mowbrayi är en fiskart som först beskrevs av Bean, 1906.  Lythrypnus mowbrayi ingår i släktet Lythrypnus och familjen smörbultsfiskar. Inga underarter finns listade i Catalogue of Life.